# Actinochaetopteryx aurifasciata
Actinochaetopteryx aurifasciata là một loài ruồi trong họ Tachinidae.